# Clas Herman Molander

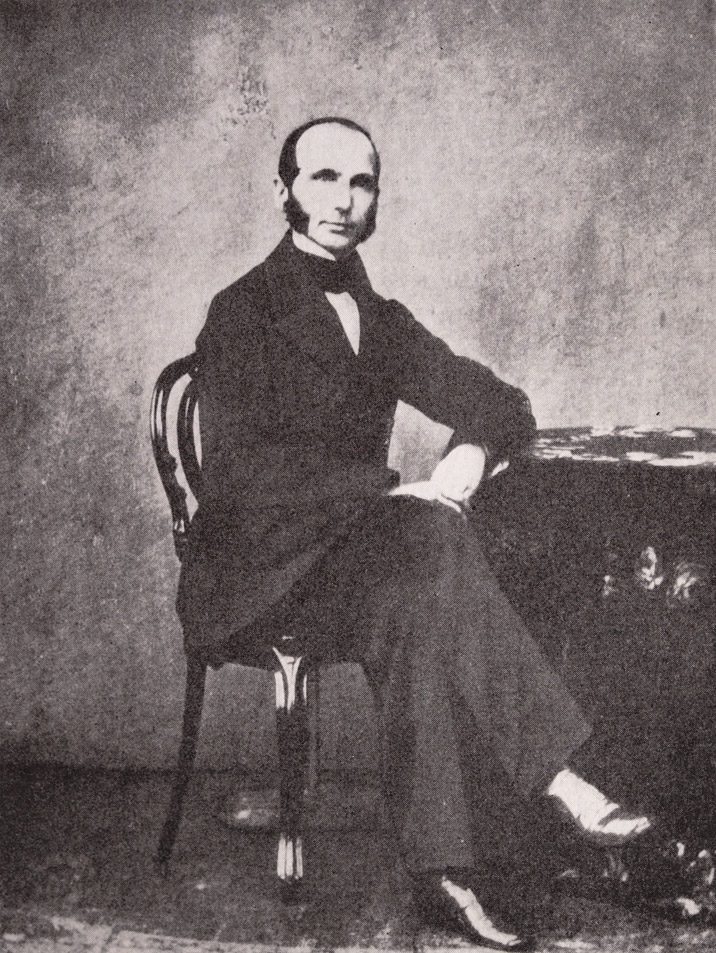
Clas Herman Molander.

Clas Herman Molander, född 17 februari 1817 i Kesälax, död 3 december 1897 i Helsingfors, var en finländsk friherre och ämbetsman. 
Molander blev student 1836, filosofie magister 1840, auskultant i Åbo hovrätt 1843, förste expeditionssekreterare vid statssekretariatet i Sankt Petersburg 1854, direktor för generalguvernörskansliet i Helsingfors 1858, guvernör i Tavastehus län 1865, senator och chef för Kammar- och räkenskapsexpeditionen 1869. Från 1871 till sin död var han chef för Finansexpeditionen. Som finanschef tog han sällan personligen initiativ till reformer av mera genomgripande art, men verkade genom arbetsamhet och sträng redbarhet inflytelserikt till upprätthållande av ett gott finansläge. På hans tid skedde övergången från silver- till guldmyntfot. I den ömtåliga frågan om den finsk-ryska tulltariffen bevakade han omsorgsfullt Finlands intressen, och i de 1890 tillsatta "blandade kommissionerna" för närmande till Ryssland i tull- och myntväsendet motsatte han sig med hovsamhet och fasthet de ryska förslagen. Han adlades 1863, erhöll 1875 geheimeråds titel och upphöjdes i friherrligt stånd 1887.